# Seppiana
Seppiana es una localidad italiana, capital del municipio de Borgomezzavalle en la provincia de Verbano-Cusio-Ossola, región de Piamonte. Tiene 166 habitantes.
Fue un municipio independiente hasta el 31 de diciembre de 2015, en que fue disuelto y pasó a formar parte del municipio de Borgomezzavalle.

## Evolución demográfica
| Gráfica de evolución demográfica de Seppiana entre 1861 y 2001 |
|                                                                |
| Fuente ISTAT - elaboración gráfica de Wikipedia                |